# Génération Écologie

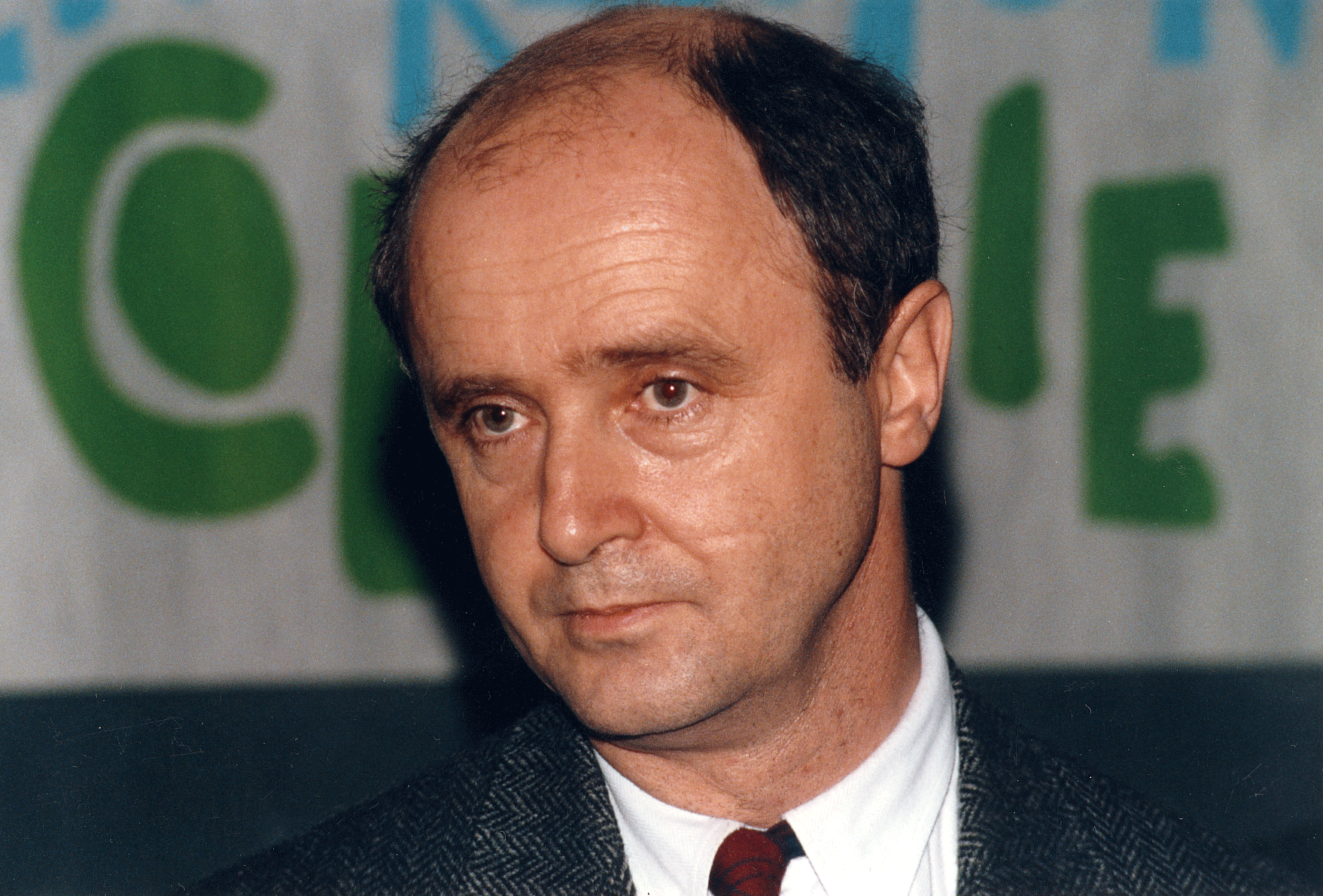
Gründer Brice Lalonde bei einem Treffen der "Génération Ecologie" an der Sorbonne, ca. 1991.

Die Génération Écologie (GE) ist eine grün-ökologische Partei in Frankreich, die 1990 vom Tier- und Umweltschützer Brice Lalonde gegründet worden war und deren Wurzeln in der ökologischen Bewegung in Frankreich seit 1974 und speziell dann seit den 1980er Jahren lagen.

## Geschichte
Brice Lalonde war bereits 1981 als Präsidentschaftskandidat der Umweltschützer um das Mouvement d’écologie politique aufgetreten. Er trat jedoch nie in die MdP ein. Stattdessen gründete er 1990 mit der Génération Écologie eine neue grüne Partei und ging damit auf Distanz zu den 1982 gegründeten Les Verts, denen er vorwarf, vergangenheitsorientiert und reaktionär zu sein. Lalonde war zu dieser Zeit Staatssekretär für Umwelt. Vom Mai 1991 bis April 1992 war Lalonde gar Umweltminister in der von der Parti socialiste geführten Regierung.
Die Partei blieb in den Folgejahren jedoch relativ bedeutungslos. Das lag zum einen daran, dass das Verhalten des Parteigründers Lalonde zu immer mehr Kritik Anlass gab und daher viele Mitglieder die Génération Écologie verlassen haben.
Bei den Parlamentswahlen 2022 unterstützte Génération Écologie das linke Parteienbündnis Nouvelle union populaire écologique et sociale (NUPES) und konnte mit Hubert Julien-Laferrière, der zuvor für La République En Marche! in der Nationalversammlung saß, und Delphine Batho, die für die Parti socialiste von 2012 bis 2013 Umweltministerin im Kabinett Ayrault II war, zwei Mandate gewinnen.
Die GE bildete angesichts der durch Staatspräsident Emmanuel Macron vorgezogenen Neuwahl des Parlaments Anfang Juni 2024 zusammen mit La France insoumise von Mélenchon, der Parti socialiste, den Kommunisten, den Grünen und mit öko-sozialistischen Kleinparteien den Nouveau Front populaire  ("Neue Volksfront") als Bollwerk gegen den Rassemblement National. Batho hat dabei im Wahlkreis Deux-Sèvres II das einzige Mandat für die GE erhalten.

## Parteivorsitzende
- 1990–2002: Brice Lalonde
- 2002–2008: France Gamerre
- 2008–2011: Jean-Noël Debroise
- 2011–2018: Yves Piétrasanta
- seit 2018: Delphine Batho